# Jeff Lindsay
Pour les articles homonymes, voir Lindsay.
Jeff Lindsay, de son vrai nom Jeffry P. Freundlich, né le 14 juillet 1952 à Miami en Floride, est un écrivain américain, principalement auteur de romans policiers.

## Biographie
Après avoir été musicien et comédien, Jeff Lindsay (dont le vrai nom est Jeffry P. Freundlich) est devenu écrivain. Il vit dans le sud de la Floride avec sa femme Hilary Hemingway, nièce d'Ernest Hemingway et écrivain elle-même.

## Discussion de l'œuvre
Le personnage principal de ses romans policiers est Dexter Morgan, un expert-judiciaire qui travaille au service médico-légal de Miami. Il est aussi un tueur en série qui applique avec soin ce conseil : « Si tu fais le mal, fais-le bien. » En effet, il tue avec soin ceux qui selon lui le méritent.
Ce roman a fait l'objet d'une adaptation en série télévisée en 2006 aux États-Unis sous le titre Dexter. La deuxième saison, sortie en septembre 2007 n'a pas pour cadre le deuxième roman des aventures de Dexter, Le Passager noir.
Jeff Lindsay a participé à l'écriture des scénarios de plusieurs épisodes de la série tirée de ses livres[réf. nécessaire].

## Œuvre

### Romans indépendants
- (en) Tropical Depression: A Novel of Suspense, 1994  (ISBN 155611401X)
- (en) Dream Land: A Novel of the UFO Coverup, 1995  (ISBN 0312856318)
- (en) Time Blender, 1997  (ISBN 0061056820)
- (en) Dreamchild, 1998  (ISBN 0312859538)

#### SérieRiley Wolfe
1. Riley tente l'impossible, Gallimard, coll. « Série noire », 2022 ((en) Just Watch Me, 2019), trad. Julie Sibony, 480 p.  (ISBN 978-2-07-290068-6)Réédition, Gallimard, coll. « Folio policier » no 998, 2023, 480 p. (ISBN 978-2-07-300504-5) - Nommé au grand prix de littérature policière 2022[3]
2. Riley s'attaque au Vatican, Gallimard, coll. « Série noire », 2024 ((en) Fool Me Twice, 2020)Réédition, Gallimard, coll. « Folio policier » no 1048, 2025, 480 p. (ISBN 978-2-07-309699-9)
3. (en) Three-Edged Sword, 2022
4. (en) The Fourth Rule, 2023

### Essai
- À la chasse avec Hemingway, Plon, 2000 ((en) Hunting with Hemingway : Based on the Stories of Leicester Hemingway, Hilary Hemingway et Jeffry P. Lindsay, 2000), trad. Edmonde Blanc, 261 p.  (ISBN 2-259-19210-6)Réédition, Le Grand Livre du mois, 2000, 261 p. (ISBN 2-7028-6257-8)

### Série Dexter

#### Romans
Ce cher Dexter (Darkly dreaming Dexter, 2004) / Jeff Lindsay ; trad. Sylvie Lucas. 
- Paris : Éd. du Seuil, 2005, 282 p. (Thriller).  (ISBN 2-02-063942-4)
- Paris : le Grand livre du mois, 2005, 282 p.  (ISBN 2-286-00256-8)
- Paris : Points, 2006, 308 p. (Points. Thriller ; P1479).  (ISBN 2-7578-0003-5)
- Paris : Point Deux, 2011, 481 p.  (ISBN 978-2-36394-001-8)

Le Passager noir (renommé Dexter Revient !) (Dearly devoted Dexter, 2005) / Jeff Lindsay ; trad. Sylvie Lucas. 
- Paris : Panama, 2005, 350 p.  (ISBN 2-7557-0031-9)
- Sous le titre : Dexter revient ! / Jeff Lindsay. Paris : Points, 2007, 316 p. (Points. Thriller ; P1704).  (ISBN 978-2-7578-0164-2)

Les Démons de Dexter (Dexter in the dark, 2007) / Jeff Lindsay ; trad. Sylvie Lucas.
- Neuilly-sur-Seine : Michel Lafon, 2008, 321 p. (Thriller).  (ISBN 978-2-7499-0815-1)
- Paris : Points, 2009, 376 p. (Points. Thriller ; P2162).  (ISBN 978-2757811757)

Dexter dans de beaux draps (Dexter by Design, 2009) / Jeff Lindsay ; trad. Pascal Loubet.
- Neuilly-sur-Seine : Michel Lafon, 2010, 283 p.  (ISBN 978-2-7499-1157-1)
- Paris : Points, 2011, 352 p. (Points. Thriller ; P2524).  (ISBN 978-2757819326)

Ce délicieux Dexter (Dexter is Delicious, 2010) / Jeff Lindsay ; trad. Pascal Loubet.
- Neuilly-sur-Seine : Michel Lafon, 2010, 246 p.  (ISBN 978-2-7499-1310-0)
- Paris : Points, 2011, 432 p. (Points. Thriller ; P2732).  (ISBN 978-2757820865)

Double Dexter, October 18, 2011 / Jeff Lindsay.
- Neuilly-sur-Seine : Michel Lafon, 2012,  (ISBN 978-2749916194)
- Paris : Points, 2013, 432 p. (Points. Thriller ; P).  (ISBN 978-2757828786)

Dexter fait son cinéma (Final cut, 2013) / Jeff Lindsay
- Neuilly-sur-Seine : Michel Lafon, 2014,  (ISBN 978-2749921990)

(en) Dexter Is Dead (2015) / Jeff Lindsay.
- USA : Doubleday, juillet 2015, 304 p.  (ISBN 978-0-385-53653-0). Roman final et suite directe du volume précédent.

#### Compilation
- Dexter : l'intégrale / Jeff Lindsay ; trad. Sylvie Lucas. Paris : Points, 2009, 1014 p. (Points. Thriller ; P2251). Comprend : Ce cher Dexter, Dexter revient ! et Les Démons de Dexter.  (ISBN 978-2-7578-1562-5)

## Adaptations
La série de livres Dexter a été adaptée à la télévision par James Manos Jr. et diffusée sous le même nom de 2006 à 2013 sur Showtime aux États-Unis et au Canada, en simultané sur The Movie Network et Movie Central.